# Bahnmarke

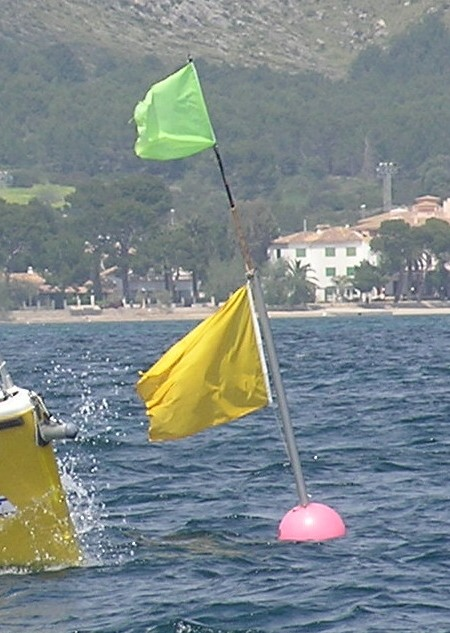
Leebahnmarke bei der Umrundung

Als Bahnmarke wird im Segelsport ein Punkt auf dem Wasser bezeichnet, der während einer Regatta (Match Race oder Fleet Race) in vorgeschriebener Weise passiert werden muss. Bahnmarken werden durch bewegliche, oft auch verankerte Tonnen oder Bojen gekennzeichnet. Wenn ein Regattakurs an der Windrichtung ausgerichtet wird, werden die Bahnmarken auch kurz vor dem Start noch verschoben. Je nach Lage der Bahnmarke zur Windrichtung wird zwischen Luv- und Leebahnmarke unterschieden.
Nach den Regattaregeln dürfen Bahnmarken nicht berührt werden. Erschwert wird das durch die Beweglichkeit der Bahnmarken und das Bemühen der Regattateilnehmer, durch möglichst enge Umrundungen Zeit zu sparen.

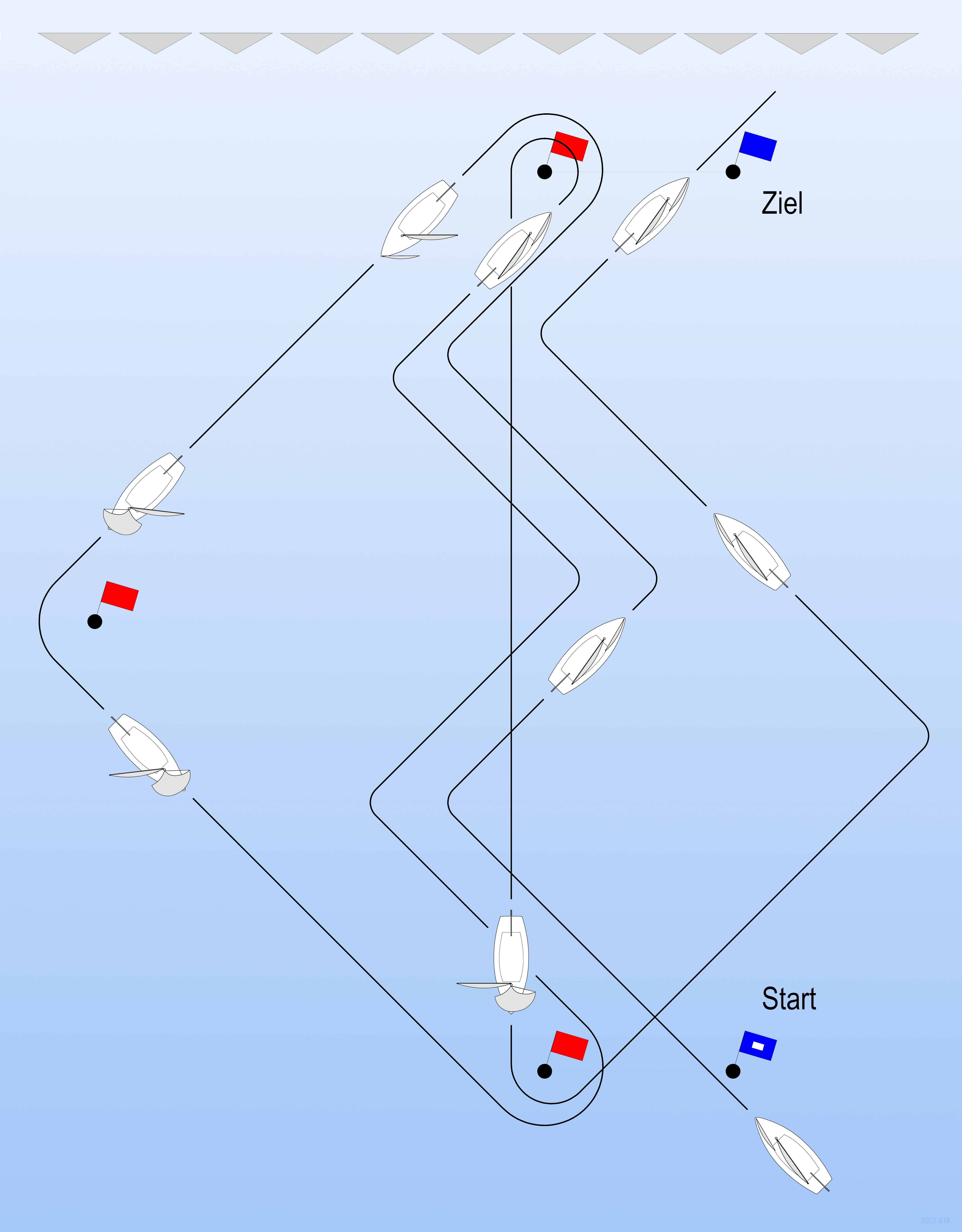
Ehemaliges „Olympisches Dreieck“ mit Bahnmarken (rot)